# Баладзееби
Баладзееби (груз. ბალაძეები) — село в Грузии, на территории Кедского муниципалитета Аджарии.

## География
Село находится в юго-западной части Грузии, на правом берегу реки Аджарисцкали, на расстоянии приблизительно 13 километров (по прямой) к северо-востоку от посёлка городского типа Кеда, административного центра муниципалитета. Абсолютная высота — 441 метр над уровнем моря.

## Население
По результатам официальной переписи населения 2014 года в Баладзееби проживало 116 человек (60 мужчин и 56 женщин).
| Год  | Население, человек |
| ---- | ------------------ |
| 2002 | 142                |
| 2014 | ↘ 116              |